# فرودگاه بین‌المللی السالوادور
فرودگاه بین‌المللی السالوادور (به انگلیسی: El Salvador International Airport) یک فرودگاه نظامی و همگانی مسافربری با کد یاتا SAL است که یک باند فرود آسفالت دارد و طول باند آن ۳۲۰۰ متر است. این فرودگاه در شهر سان سالوادور کشور السالوادور قرار دارد و در ارتفاع ۳۱ متری از سطح دریا واقع شده است.

## شرکت‌های هواپیمایی و مقصدهای پروازی
| شرکت‌های هواپیمایی | مقصدهای پروازی    |
| ----------------- | ----------------- |
| Airlines PNG      | Lake Murray، Suki |